# Laura Gallati

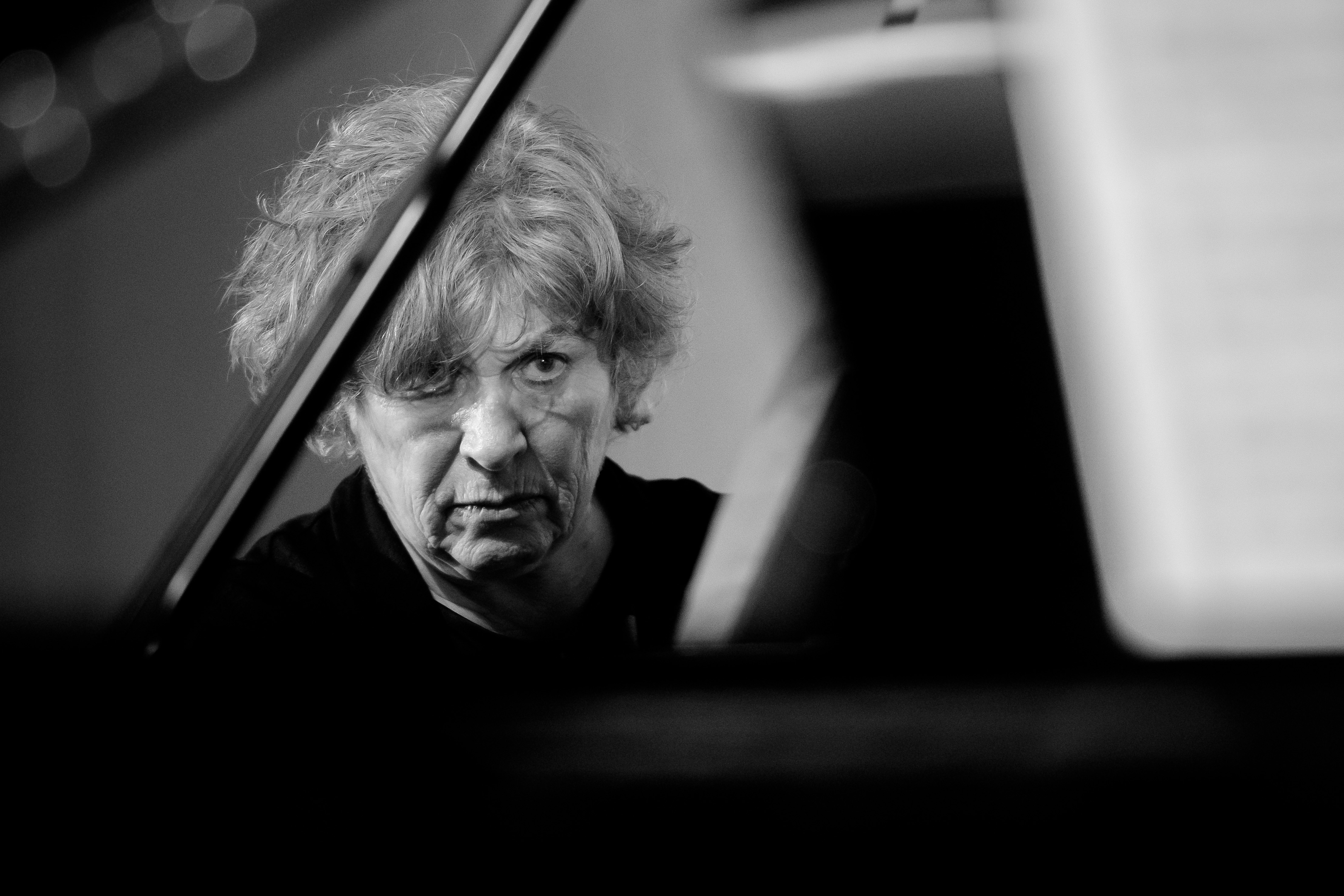
Laura Gallati, 2016

Laura Gallati (* 10. August 1939 in Näfels GL), geborene Laura Fischli/Furmanik, ist eine Schweizer Musikerin, Pianistin und Politikerin. Sie gilt als eine der ersten feministischen Parlamentarierinnen eines Schweizer Kantonsparlaments (Luzern).

## Leben und Werk
Laura Gallati kam 1939 im Kanton Glarus als zweites von fünf Kindern auf die Welt. Der Vater war Pole, die Mutter Schweizerin.
Als 17-Jährige besuchte Laura Gallati den Vorkurs an der Kunstgewerbeschule Zürich, bevor sie 1958–63 am Konservatorium Zürich und an der Musikakademie Zürich Klavier und Musiktheorie studierte. Zu ihren Lehrern zählten Hans Eduard Steinbrecher und Adrian Aeschbacher. Schon vor Abschluss ihres Studiums gab sie regelmässig Konzerte mit zeitgenössischer Musik (z. B. in der Galerie «Bohémia» Glarus, dem Gemeindehaus Glarus und im Rahmen «Jazz und Klassik» in Zürich und Basel). 1973–94 unterrichtete sie am Gymnasium Immensee und an der städtischen Musikschule Luzern.
Seit den späten 1960er Jahren bewegte sich Laura Gallati in der nonkonformistischen linken Szene in Luzern. In den 1970er Jahren veranstaltete sie zusammen mit der Architektin Marianne Burkhalter als Vorstandsmitglied des Schweizerischen Werkbundes die Reihe «Verstand und Vernunft». Als unabhängige Kandidatin wurde sie auf der Liste der Progressiven Organisationen der Schweiz (POCH)in den Luzerner Grossen Rat (Kantonsparlament) gewählt, dem sie 1982–91 angehörte. 1987 gründete sie zusammen mit anderen Feministinnen die Unabhängige Frauenliste Luzern (UFL). 1991–93 vertrat sie die UFL im Luzerner Stadtparlament und kandidierte für den Luzerner Regierungsrat.
In ihrer politischen Arbeit engagierte sich Laura Gallati vor allem im Bereich Raum- und Verkehrsplanung sowie für Grundsatzfragen der Gesellschafts- und Kulturpolitik. Zu ihren Forderungen gehörten unter anderem eine kostenlose, öffentliche Musikschule, innerstädtische Tempo-30-Zonen und Gleichstellungsinstitutionen – darunter nicht nur eine Stelle zur Gleichstellung der Frauen, sondern auch eine analoge Stelle zur expliziten Auseinandersetzung mit männlichen Defiziten. Viele dieser Postulate wurden damals belächelt. Sie sind bis heute virulent, wenn auch manche der Intention nach umgesetzt.
Laura Gallatis Art zu politisieren wurde von den Medien gerne als «angriffslustig, laut, masslos und unbotmässig» bezeichnet. Medienwirksam verabschiedete sie sich 1993 von der aktiven Politik: Auf ihren Platz im Luzerner Stadtparlament, zwischen den Sozialdemokraten und den Grünen, setzte sie eine Schaufensterpuppe, die mit Perücke und schwarzer Kleidung an sie selbst erinnerte. Die Puppe sei so, wie man sich ein Mitglied der Politikerkaste vorstelle, wird Gallati in der Luzerner Zeitung zitiert: «Sie denkt nicht, spricht nicht und ist manierlich, also vollwertiges Mitglied ihres Vereins.»
Seit den 1980er Jahren intensivierte Laura Gallati auch ihre experimentellen musikalischen Projekte, u. a. mit der Rock-Vokalistin Magda Vogel, der Komponistin Mela Meierhans, der Mezzosopranistin Gabriela Stocker, auch mit der Improvisatorin Dorothee Schürch oder der Jazzpianistin Irene Schweizer. Es folgen gemeinsame Projekte und Auftritte mit der Sozialwissenschafterin, Autorin und späteren Lebensgefährtin Christina Thürmer-Rohr (klassische und experimentelle Musik für zwei Klaviere). 1993 erhielt Gallati einen ersten Lehrauftrag an der Technischen Universität Berlin zum Thema Hörgewohnheiten.
Zwischen 1994 und 2004 schrieb Laura Gallati regelmässig für die Kolumne „world of music“ in der WOZ Die Wochenzeitung. 1996 erhielt sie den Werkbeitrag des Kantons Luzern für ihre elektro-akustische Komposition „Quer zur Zeit“. Im selben Jahr wurde ihre Wohnung und Atelier in Luzern durch eine Schlammlawine komplett zerstört. In der Folge zog sie nach Berlin.
Im Jahr 2003 gründen Gallati und Thürmer-Rohr den Verein Forum Akazie 3 als „Forum zum politischen und musikalischen Denken“. 2006 ruft sie mit dem monatlichen «Musikologie-Seminar» einen weiteren Ort für hauptsächlich zeitgenössische Musik ins Leben.
Laura Gallati hat zwei erwachsene Söhne. Seit Mitte der 1990er Jahre lebt sie in Berlin.

## Werkauszug
- 1963 «Oedipus Schnulzes prä-embryonale Tantenliebe», eine Opernpersiflage
- 1989 «Visible Music», Copy Art über Luigi Nonos «..sofferte onde serene»
- 1990 «Trauermusik für Luzern» für Klavier und Elektro-Akustik
- 1991 Uraufführung «Triton» für Klavier von Mela Meierhans
- 1991 «Street Music – eine musikalische Politaktion», zusammen mit Mela Meierhans
- 1994 «Trauermusik für Luzern» für Tonband und präpariertes Klavier
- 1994 «Am Thema bleiben. Fugen zum Denken, Fugen zum Hören, Fugen zum Sehen», zu Johann Sebastian Bachs «Kunst der Fuge» und Hannah Arendts politischem Denken, zusammen mit Christina Thürmer-Rohr
- 1995 Musik für Ursula Stalders Ausstellung «Strandgut»
- 1995 «in a» für zwei Klaviere
- 1995 «Quer zur Zeit – Suite in 4 Teilen», eine Kollektivkomposition von Christina Thürmer-Rohr, Mela Meierhans und Laura Gallati
- 1996 «Strukturen» für zwei Klaviere, zusammen mit Christina Thürmer-Rohr
- 1999 «Zwischen Krakau und Berlin liegt Gusow», eine elektro-akustische Studie, zusammen mit Inge Morgenroth
- 2001 «Palimpsest switched-on Beethoven», zusammen mit Inge Morgenroth
- 2004 «Morton Feldman trifft Franz Schubert», mit Leslie Leon
- 2006 «exile»
- 2008 «stradlab – Stradivari im Labor»
- 2009 «Mit Händel im Volkspark Halle» für die Hochschule für Kunst und Design Halle/Saale
- 2010 «Schicht um Schicht», für das Internationale Musikerinnenfestival «Wie es ihr gefällt», Berlin
- 2011 «Penthesilea», Hommage an Heinrich von Kleist und Othmar Schoeck, für die Kleist-Feier der Schweizer Botschaft in Berlin
- 2014 Laura Gallati, Fritz Hauser, Tomek Kolczynski, Leslie Leon und Lenka Zupková spielen Mela Meierhans: phase1_soloduotrio (2014)[7]
- 2015 «Ex tempore», Thomas Noll (Aerophon), Magda Vogel (voice), Laura Gallati (MOOG-Synthesizer)
- 2016 «Entgrenzung», Musik für Metall
- 2017 «Musik aus einer Glasfabrik»
- 2017 «Vorhall und Nachhall – vom Fremdwerden der Klänge»
- 2018 «Fremdheit», für präpariertes Klavier
- 2018 «des mouches volantes» schwebend über Luigi Nonos «...sofferte onde serene», für präpariertes Klavier
- 2019 «Durchmessung des Raumes» für Orgel und präpariertes Klavier, mit Thomas Noll, Orgel

Pianistische Neu-Erarbeitungen seit 1998
- Galina Ustvolskaya: alle Klaviersonaten
- Morton Feldman: «For Bunita Marcus» und «Palais de Mari»
- Beat Furrer: das Klavierwerk («Voicelessness», drei Klavierstücke, «Phasma»)
- John Cage: «Etudes Australes»
- Luciano Berio: «Sequenza per Pianoforte»
- Mela Meierhans: «Piano Studies»
- Arnold Schönberg: «Buch der hängenden Gärten» und «Pierrot lunaire» (mit Magda Vogel und mit Leslie Leon)
- «Notiert? Improvisiert?» John Cage und Instant Composing (mit Magda Vogel und Leslie Leon)
- Franz Schuberts Liedzyklen «Winterreise», «Schwanengesang» (mit Leslie Leon)
- Wolfgang Rihm: Hölderlin-Fragmente (mit Leslie Leon)
- Beschäftigung mit Franz Schuberts späten Klaviersonaten